# Aston Villa Football Club 1992-1993
Questa voce raccoglie le informazioni riguardanti l'Aston Villa Football Club nelle competizioni ufficiali della stagione 1992-1993.

## Stagione
La stagione 1992-1993, prima edizione della Premier League formatasi alla fine della stagione precedente, vide l'Aston Villa classificarsi al secondo posto, a dieci punti dal Manchester Utd campione d'Inghilterra.

## Rosa
| N. |                        | Ruolo | Calciatore           |
| -- | ---------------------- | ----- | -------------------- |
|    | Inghilterra (bandiera) | P     | Nigel Spink          |
|    | Australia (bandiera)   | P     | Mark Bosnich         |
|    | Inghilterra (bandiera) | D     | Earl Barrett         |
|    | Irlanda (bandiera)     | D     | Steve Staunton       |
|    | Inghilterra (bandiera) | D     | Bryan Small          |
|    | Inghilterra (bandiera) | D     | Paul McGrath         |
|    | Inghilterra (bandiera) | D     | Shaun Teale          |
|    | Inghilterra (bandiera) | D     | Neil Cox             |
|    | Inghilterra (bandiera) | D     | Ugo Ehiogu           |
|    | Polonia (bandiera)     | D     | Dariusz Kubicki      |
|    | Inghilterra (bandiera) | C     | Kevin Richardson     |
|    | Irlanda (bandiera)     | C     | Ray Houghton         |
|    | Germania (bandiera)    | C     | Matthias Breitkreutz |

| N. |                              | Ruolo | Calciatore        |
| -- | ---------------------------- | ----- | ----------------- |
|    | Inghilterra (bandiera)       | C     | Mark Blake        |
|    | Inghilterra (bandiera)       | C     | Garry Parker      |
|    | Inghilterra (bandiera)       | C     | Stephen Froggatt  |
|    | Francia (bandiera)           | A     | Cyrille Regis     |
|    | Galles (bandiera)            | A     | Dean Saunders     |
|    | Scozia (bandiera)            | A     | Frank McAvennie   |
|    | Trinidad e Tobago (bandiera) | A     | Dwight Yorke      |
|    | Inghilterra (bandiera)       | A     | Dalian Atkinson   |
|    | Inghilterra (bandiera)       | A     | Tony Daley        |
|    | Germania (bandiera)          | A     | Stefan Beinlich   |
|    | Inghilterra (bandiera)       | A     | David Farrell     |
|    | Inghilterra (bandiera)       | A     | Martin Carruthers |